# شو یوهوآ (شطرنج)
شو یوهوآ (زادهٔ ۲۹ اکتبر ۱۹۷۶) شطرنج‌باز اهل چین است که استادبزرگ شطرنج و قهرمان شطرنج زنان جهان بین سال‌های ۲۰۰۶ تا ۲۰۰۸ بوده‌است. وی سومین قهرمان جهان شطرنج زنان از چین است (قبلتر از وی زیه جون و ژو چن از چین قهرمان جهان شده‌اند). بعد از وی هو ییفان، تن ژونگی،‌ و جو ونجوون از چین قهرمان شطرنج زنان شده‌اند.